# Les Éduts
Les Éduts là một xã trong tỉnh Charente-Maritime trong vùng Nouvelle-Aquitaine, tây nam nước Pháp. Xã Les Éduts nằm ở khu vực có độ cao từ 105-156 mét trên mực nước biển.